# Епитафи Бојовићима на гробљу Рајковача у Ртарима
Епитафи Бојовићима на гробљу Рајковача у Ртарима представљају значајна епиграфска и фамилијарна сведочанства преписана са старих надгробних споменика у доњодрагачевском селу Ртари, Oпштина Лучани.
Бојовићи воде порекло од Николе, родом од Вукајловића из Губереваца, који се призетио у замрлу кућу Боја Вране, оженивши се са његовом унуком Јевросимом, ћерком Радовановом. Никола је неколико година касније променио презиме у Бојовић, од имена деде своје супруге, чију је имовину наследио.
Никола Бојовић је са супругом Јевросимом имао синове Милоша, Милована, Вићентија, Савка који је умро као дете, и ћерку Јерину.
У Државном попису имовине и становништва Кнежевине Србије из 1862/63. године, Никола Бојовић уписан је као носилац домаћинства, а као његова жена Јеросима, по чему је податак наведен у књизи „Ртари”, да је преминула 1857. године, нетачан. Друга Николина супруга била је Стоја, удовица Панта Обрадовића из Ртара, са којом је имао ћерку Даринку.
Николин најстарији син Милош је за време владавине  био најпре општински, а затим срески пандур. Активно је учествовао у хапшењу хајдука. Посебно се истицао бруталношћу према свим политичким противницима Обреновића, нарочито у гушењу Горачићке буне 1893. године, о чему сведоче записи Ранка Тајсића. Никола је умро у дубокој старости, 1941. године.
Други Николин син Милован са супругом Јулком имао је шесторо деце, од којих су само Добросав који је 1914. погинуо на Церу и Борисав имали порода.
Трећи Николин син, Вићентије, учесник је кратког Српско-бугарског рата 1885. године, где је рањен. Био је велики познавалац епске народне поезије коју је певао уз гусле. Вићентијева породица је у време Балканских и Првог светског рата тешко пострадала од тифуса.
Током Другог светског рата, велики број житеља Ртара учествовао је на страни четника. Син Милоша Бојовића био је поручник Јован Бојовић, командант Јеличког четничког одреда. Погинуо је у Бици за Краљево октобра 1941. године.
Након рата, велики број мушких чланова из фамилије Бојовић одсељен је из Ртара.
Потомци ове фамилије живе у Ртарима, Чачку и Београду. Славе Илиндан.
Споменик Радовану Бојовићу (†1863)
Овде почива Ро: бо:
РАДОВАН Бојовић
житељ ртарскиј
Поживиоие 61: г:
А умро: 26 ог Деке: у 1863: го:
Спомен подиже му
Никола син њего:
и супруга Пауна
Споменик Николи Бојовићу (†1884)
Овде код овог вечног спомена
почјава Блажено упокоен раб Божј
НИКОЛА Бојовић из Ртара
поживи 52 г.
а престави се у вечност мар. 1884 г.
Бог да му душу опрости.
Спомен овај подигоше му синови
Милош Милован Вићентије
и верна супруга Стоја
Споменик трогодишњем Савку Бојовићу (†1876)
Младенац САВКО
син Николе
пож 3 г
умрје 31 окто 1876 г
Споменик трогодишњој Косани Бојовић (†1897)
КОСАНА
поживи 3 г.
умре 13 децембра 1897.
Споменик Милици Бојовић (†1903)
Овде почива раба божија
МИЛИЦА
супруга Милоша Бојовића из Ртара
која часно поживи 47 г.
а престави се 6 јануара 1903 год.
Бог да јој душу прости.
Овај спомен подиже јој муж Милош
и синови Богосав и Радисав
Споменик Миловану Бојовићу (†1909)
Пред овим спомеником
почивају посмртни остатци покојног
МИЛОВАНА Бојовића из Ртара
као поштеног грађанина
поживи 47 год.
а престави се у вечност
априла месеца 1909 године.
Спомен му под. из поштовања
син Богосав и унук Миломир
Споменик петогодишњем Срећку Бојовићу (†1909)
СРЕЋКО
син Вићентија Бојовића.
Умро од 5 г.
30 новембра 1909 г
Споменик Вићентију Бојовићу (†1911)
ИС ХР НИ КА
Овде почивају земни остатци
ВИЋЕНТИЈА Бојовића
уваженог грађанина села Ртара
бивши у бугарском рату рањен
када је књаз Милан
војевао са бугарима 1885 г.
Поживијо 71
а престави се у вечност 3. децембра 1911. г.
Бог да му душу опрости.
Овај спомен подигоше му синови
Светозар Ненад Периша и Драгиша
и супруга му Винка
Споменик ђаку Милојку Бојовићу (†1914)
Овде поч. МИЛОЈКО
син Јулке и Милована Бојовића из Ртара
ђак II разреда поживи 12 год.
а умре 14.1.1914 год.
Спомен му подигоше брат Борисав
и синовац Миломир
Споменик четворогодишњој Дафини Бојовић (†1914)
Овде вене земни цвет
ДАФИНА
кћи Здравке и Радисава Бојовића из Ртара
поживи 4 год.
а умре 28 априла 1914 г.
Спомен подижу јој ожалошћени родитељи
Радисав и Здравка
Споменик војнику Добросаву Бојовићу (†1914) и његовој мајци Рајки (†1963)
ДОБРОСАВ Бојовић
бив. земљ. из Ртара
рођен 1884. г.
учестовао у рату од 1912-1914. г.
војник 5 прекобројног пука
а погинуо на Церу 19.VIII.1914. г.
у борби против аустриско-немачке
војске Бог да му душу прости.
Пред овим спомеником
сахрањени су посмртни остатци
поштоване мајке
РАЈКЕ Бојовић
супруге Добросава Бојовића из Ртара
цењене и поштоване домаћице
поживи 76 г.
а престави се у вечност 28-VIII-1963.г.
Спомен подиже мужу и себи за живота
супруга му Рајка и син Миломир
и ћерка Милојка
Споменик Богосаву Бојовићу (†1920)
Приђите ближе мила браћо и другови моји
прочитајте натпис гроба мога
и помените брата свога ратника
БОГОСАВА Бојовића из Ртара
војник унапређен је за каплара
2 чете 2 батаљона Xог пука таковског
као добар борац учестовао у
турско-бугарском рату 1912 и 1913 год.
па је учестовао у аустриско-немачком рату 1914
Богосав је рођен 10. октобра 1882
а умро је 6 новембра 1920 г
код своје куће од ратник напора.
Слава му
Спомен му подиже брат Радисав
синови Радован и Чедо
жена Ангелина и сна Здравка
Споменик девојчици Ружици Бојовић (†1915)
Овде вене млади цвет
РУЖИЦА
кћи Богосава и Ангелине Бојовић
пож 8 г.
умре 1915 г.
Споменик војнику Љубомиру Бојовићу (†1915) и његовој мајци Јулки (†19??)
Бојовић ЉУБОМИР
војник 3 чете 4 батаљона 10 пука I позива
пож. 27 г.
погино 1915 г
у Албанији код Маћине реке.
Овде су посмртни остатци
наше добре и поштене мајке-бабе
ЈУЛКЕ
супруге Милована Бојовића из Ртара
поштоване и цењене...
пож. 65 г
Спомен подиже син-брат Борисав
унуци-синовци Миломир Драгиша и Милан
сна Рајка и унука-синовица Пера.
Споменик војнику Светозару Бојовићу (†1918)
Овде почива тело
храброг ратника
СВЕТОЗАРА Бојовића
војника 3 чете 4 бат. 10 пеш. Пука
као војник учестовао је у свим минулим ратовима
од 1912-1918 год.
два пута је рањен
Пож. 31 г.
по доласку из рата умро 4 новем. 1918 г.
Слава му.
Спомен му подигоше брат Периша
синови Јездимир Деспот Радојле и Радиша
Споменик дечаку Драгиши Бојовићу (†1918)
Овде вене млад цвет пок.
ДРАГИША
син пок. Вићентија Бојовића
који у најлепше доба у 14 г.
умре 4 нов. 1918. г.
Бог да му душу прости.
Спомен му подиже брат Периша
и синовци
Споменик Совији Бојовић (†1918)
СОВИЈА
кћи Вићентија Бојовића
пож... а умре 7 нов. 1918. г.
Бог да јој душу прости.
Спомен подиже брат Периша
и братанци јој.
Споменик Винки Бојовић (†1918)
Овде почива
ВИНКА
верна супруга п. Вићентија Бојовића
као часна-угледна домаћица
поживи 51 г.
а умре 9 новембра 1918 год.
Бог да јој душу прости.
Спомен јој подиже син Периша
и унуци.
Споменик Радисаву Бојовићу (†1936)
РАДИСАВ БОЈОВИЋ
ратни поднаредник
поживи 49 г.
умро 1936 г.
Спомен подижу супруга Здравка
и син Радојле
Споменик ђаку Милисаву Бојовићу (†1938)
Овде вене млад цвет
МИЛИСАВ
син Перише Бојовића из Ртара
поживи 13 г.
ђак IV раз. основне школе
умро првог ХII-1938 г.
Спомен подижу родитељи.
Споменик поручнику Јовану Бојовићу (†1941) и његовом оцу Милошу (†1941)
Овде почива тело пок.
МИЛОША Бојовића
грађанина села Ртара
који часно и поштено
поживи 84 год.
а умре 16 новембра 1941 год.
Бог да му душу прости.
Спомен му подиже супруга Винка
и унуке Цаја и Стојa
Овде је уписано име пок.
ЈОВАНА М. Бојовића
поручника Бивше Југословенске војске
који поживи 30 год.
а храбро погибе у борби против немаца
на Краљеву октобра 1941 г.
Слава му.
Спомен му подиже мајка Винка.
Споменик Радојки Бојовић (†1945)
Овде почива
РАДОЈКА
супруга Борисава Бојовића из Ртара
која часно поживи кратког свог века 46 год.
а испусти своју племениту душу
априла месеца 1945 год.
која у најлепше своје доба
ожалости своју децу.
Спомен јој под. муж Борисав
и синови Драгиша и Милан
кћерке Милица Перса и Гојка
сна Станица зетови унуци и унуке.